# 1916 a tudományban
Az 1916. év a tudományban és a technikában.

## Születések
- január 10. – Sune Bergström megosztott Nobel-díjas svéd biokémikus († 2004)
- március 4. – Hans Eysenck német-angol pszichológus († 1997)
- április 30. – Claude Shannon amerikai híradástechnikus és matematikus, az információelmélet megalapítója († 2001)
- június 4. – Robert F. Furchgott megosztott Nobel-díjas amerikai biokémikus († 2009)
- június 8. – Francis Crick megosztott Nobel-díjas angol molekuláris biológus, biofizikus, neurobiológus († 2004)
- augusztus 25. – Frederick Chapman Robbins megosztott Nobel-díjas amerikai orvos, virológus († 2003)
- október 4. – Vitalij Ginzburg Nobel-díjas orosz, szovjet elméleti fizikus és asztrofizikus († 2009)
- október 18. – Simonyi Károly magyar mérnök, fizikus, kiemelkedő tudós-tanár († 2001)
- október 19. – Jean Dausset megosztott Nobel-díjas francia immunológus († 2009)
- december 15. – Maurice Wilkins új-zélandi születésű Nobel-díjas brit fizikus, biofizikus († 2004)

## Halálozások
- február 12. – Richard Dedekind német matematikus, kiemelkedő a munkássága az absztrakt algebra és az algebrai számelmélet területén (* 1831)
- február 17. – Konkoly Thege Miklós magyar csillagász, meteorológus, az MTA tagja (* 1842)
- február 19. – Ernst Mach osztrák fizikus, filozófus (* 1838)
- június 29. – Fekete Lajos magyar erdőmérnök, botanikus, az MTA levelező tagja. A 19. századi magyarországi erdőgazdálkodás egyik legnagyobb elméleti szakembere (* 1837)
- június 29. – Zemplén Győző magyar fizikus, egyetemi tanár, az MTA levelező tagja (* 1879)
- június 30. – Gaston Maspero francia egyiptológus, elsőként publikálta a piramisszövegekként ismert halotti szövegeket (* 1846)
- július 15. – Ilja Iljics Mecsnyikov Nobel-díjas orosz biológus, az evolúciós embriológia, a gerontológia és az immunológia egyik megalapítója (* 1845)
- július 23. – William Ramsay Nobel-díjas skót kémikus. Felfedezte az argon, neon, kripton és xenon nemesgázokat, valamint elsőként izolálta a héliumot (* 1852)
- november 24. – Hiram Maxim brit feltaláló, a géppuska feltalálója (* 1840)